# Сентрал Сити (Илиноис)
Сентрал Сити (енгл. Central City) град је у америчкој савезној држави Илиноис.

## Демографија
По попису из 2010. године број становника је 1.172, што је 199 (-14,5%) становника мање него 2000. године.
| Група             | 2000.         | 2010.         |
| Белци             | 1.285 (93,7%) | 1.081 (92,2%) |
| Афроамериканци    | 25 (1,8%)     | 35 (3,0%)     |
| Азијати           | 3 (0,2%)      | 4 (0,3%)      |
| Хиспаноамериканци | 34 (2,5%)     | 25 (2,1%)     |
| Укупно            | 1.371         | 1.172         |